# Glomerulonefrite membranoproliferativa
GlomeruloNefrite MembranoProliferativa (GNMP) é uma doença renal caracterizada por lesão da membrana basal e mesângios dos glomérulos dos néfrons, partes dos rins essenciais para a boa filtração do plasma sanguíneo.

## Causas
Existem diversas possíveis causas:
- Doenças autoimunes (lúpus eritematoso sistêmico, esclerodermia, síndrome de Sjogren ou sarcoidose)
- Câncer (leucemia ou linfoma)
- Infecções crônicas (hepatite B, hepatite C, endocardite ou malária);
- Rejeição de transplante renal;
- Doença de depósito de paraproteínas.

## Sinais e sintomas
Os possíveis sintomas incluem:
- Hipertensão arterial leve, com pressão arterial diastólica menor que 90 mmHg.
- Hematúria (urina escura, com sangue);
- Proteinúria (urina espumosa);
- Azotemia (excesso de dejetos nitrogenados como ureia e ácido úrico no sangue)
- Menor volume de urina;
- Dificuldade para ficar alerta e se concentrar;
- Fadiga;
- Inchaço nas pernas, pés, mãos ou rosto;

Apresenta-se com síndrome nefrótica em 70% dos pacientes e síndrome nefrítica aguda em 20% dos casos. Hematúria (perda de sangue pela urina) e proteinúria (perda de proteínas pela urina) podem ser descobertos em exames de urina rotinários.

## Diagnóstico
O achado de microscopia óptica mais característico é a hipercelularidade e duplicação da membrana basal glomerular. Em todos os casos existe deposição do sistema complemento nos glomérulos e depósito de imunoglobulinas ocorre menos freqüentemente.
A presença de depósitos de imunoglobulinas e complemento associado ao relato de que os pacientes são portadores de infecções crônicas, neoplasias e colagenoses; sugere que a GNMP, de um modo geral, é conseqüência da deposição renal de imunocomplexos presentes na circulação sanguínea.

## Epidemiologia
Ocorre em qualquer faixa etária mas predomina entre os 6 e os 30 anos (70% dos casos). Em análise de biópsias renais, responde por 6 a 12% dos casos de glomerulonefrite, 12% dos casos de síndrome nefrótica idiopática e 40% dos pacientes com nefrite. 

## Tratamento
Dependendo da causa e dos sintomas, os medicamentos que podem ser prescritos incluem: 
- Medicamentos para pressão arterial como um Inibidor da enzima de conversão da angiotensina ou um digital;
- Dipiridamol, com ou sem aspirina;
- Diuréticos;
- Imunossupressores, como a ciclofosfamida;
- Esteroides;
- Recidiva em rins transplantados.

Caso o quadro siga agravando, pode ser necessário diálise. O tratamento costuma ser mais eficiente em crianças que em adultos.